# Goran Koši
Goran Koši (19. ožujka 1977.) je hrvatski kazališni, televizijski i filmski glumac.

## Filmografija

### Televizijske uloge
- "Šutnja" kao inspektor Gračan (2021.)
- "Područje bez signala" kao vozač šlepera (2021.)
- "Novine" kao Alen Javor (2018. – 2020.)
- "Policijske priče" (2011.)
- "Bibin svijet" kao Davor (2010.)
- "Dome slatki dome" kao gospodin iz Komisije (2010.)
- "Sve će biti dobro" kao Tin Mihalinec (2008. – 2009.)
- "Dobre namjere" kao Jakov Ćorluka (2007. – 2008.)
- "Zabranjena ljubav" kao Charlie (2007.)

### Filmske uloge
- "Pelikan" kao uzorni radnik (2022.)
- "Marginalci" kao Krasnodar (2022.)
- "Ufuraj se i pukni" (2019.)
- "Školica" (2008.)
- "Bijelo" kao Mali (2001.)

## Vanjske poveznice
- Goran Koši u internetskoj bazi filmova IMDb-u (engl.)
- Stranica na Kazalište Virovitica.hr  Arhivirana inačica izvorne stranice od 20. listopada 2010. (Wayback Machine)